# 牙买加共产党
牙买加共产党（英語：Communist Party of Jamaica），简称牙共（CPJ），是牙买加的一个已不存在的共产主义政党。该党成立于1975年8月1日。该党组建时，成立牙买加共产党筹备委员会，但工人解放联盟决定退出并在三年后另外成立牙买加工人党。这两个党平行存在，不过牙买加工人党的规模要大于牙买加共产党。